# Naald van Waterloo
De Naald van Waterloo is een monument in Baarn, ontworpen door de architect Abraham van der Hart.
De Naald van Waterloo werd geplaatst ter ere van Willem Frederik, prins van Oranje, de latere koning Willem II. Hij sloeg in 1815 als eerste de aanval van de Fransen bij Brussel (Quatre Bras) af, en hield zo lang stand dat de geallieerden onder leiding van de Engelse opperbevelhebber Wellington op tijd kwamen om de Franse keizer Napoleon in de Slag bij Waterloo te verslaan. Het gedenkteken werd opgericht in 1820.
Op iedere kant van de sokkel staat een inscriptie in respectievelijk het Nederlands (westkant), Frans (zuid), Engels (oost) en Latijn (noordkant). Aan de ene kant van de naald staat 1815 in Arabische cijfers, aan de westkant staat het in Romeinse cijfers. 
De tekst in het Latijn luidt:
GVLIELMO FREDERICO GEORGIO LUDOVICO
Principi Arausionensi
Quo ducunte viamque laudis praeeunte
Belgicae cohortes
AD XVI iuni a MDCCCXV
Incredibili fortitudine ac constantia
Ad vicinum Bruxellis quadrivium
Ferocissimi hostis primo impetu repulso
Reportatae deinde longe gloriossimae
Apud Waterloam de napoleonte victoriae
Atque adeo servatae ab interitu reip.
Principes auctoresque celebrari meruerunt
Hocce rarae virtutis monumentum
Annuente Gulielmo Frederico rege
Grata posuit patria
Vertaald in het Nederlands luidt de tekst ongeveer als volgt:
VOOR WILLEM FREDERIK GEORGE LODEWIJK
Prins van Oranje
Die voortging langs de weg van eer
de legers van België aanvoerde
En op 16 juni in het jaar 1815
Met ongelooflijke moed en standvastigheid
Op de viersprong in de buurt van Brussel
De eerste aanval van de zeer woeste vijand had tegengehouden,
Voor de daarna meest glorieuze overwinning
behaald bij Waterloo op Napoleon
en zelfs voor de aldus van instorting geredde republiek
De prinsen en grondleggers hebben het verdiend geëerd te worden
Dit monument van zeldzame moed,
heeft, met instemming van koning Willem Frederik,
het dankbare vaderland neergezet
De Naald staat aan het eind van de zichtas recht tegenover Paleis Soestdijk. De afstand tussen de naald en het paleis is precies een kilometer.
In november 2012 kreeg de Naald een opknapbeurt.